# John J. Loud
John Jacob Loud (2 de noviembre de 1844-10 de agosto de 1916) fue un inventor estadounidense conocido por diseñar el primer bolígrafo.

## Primeros años y carrera
Loud nació en Weymouth, Massachusetts en 1844, hijo de John White Loud y Sarah Humphrey Blanchard. Asistió a la escuela en Weymouth, se graduó de Weymouth High School, y luego asistió a Harvard College, graduándose de este último en derecho en la clase de 1866. Nombrado para el Colegio de Abogados del Condado de Suffolk el 2 de febrero de 1872, posteriormente amplió sus estudios de derecho en la oficina de Jewell, Gaston & Field, pero más tarde optó por unirse a su padre en la profesión bancaria. En 1871 se unió a su padre para trabajar para el Union National Bank como asistente de caja. Tras la muerte de su padre en 1874, Loud asumió su cargo de cajero y permaneció en ese puesto hasta su renuncia en 1895 por razones de salud.

## Invenciones

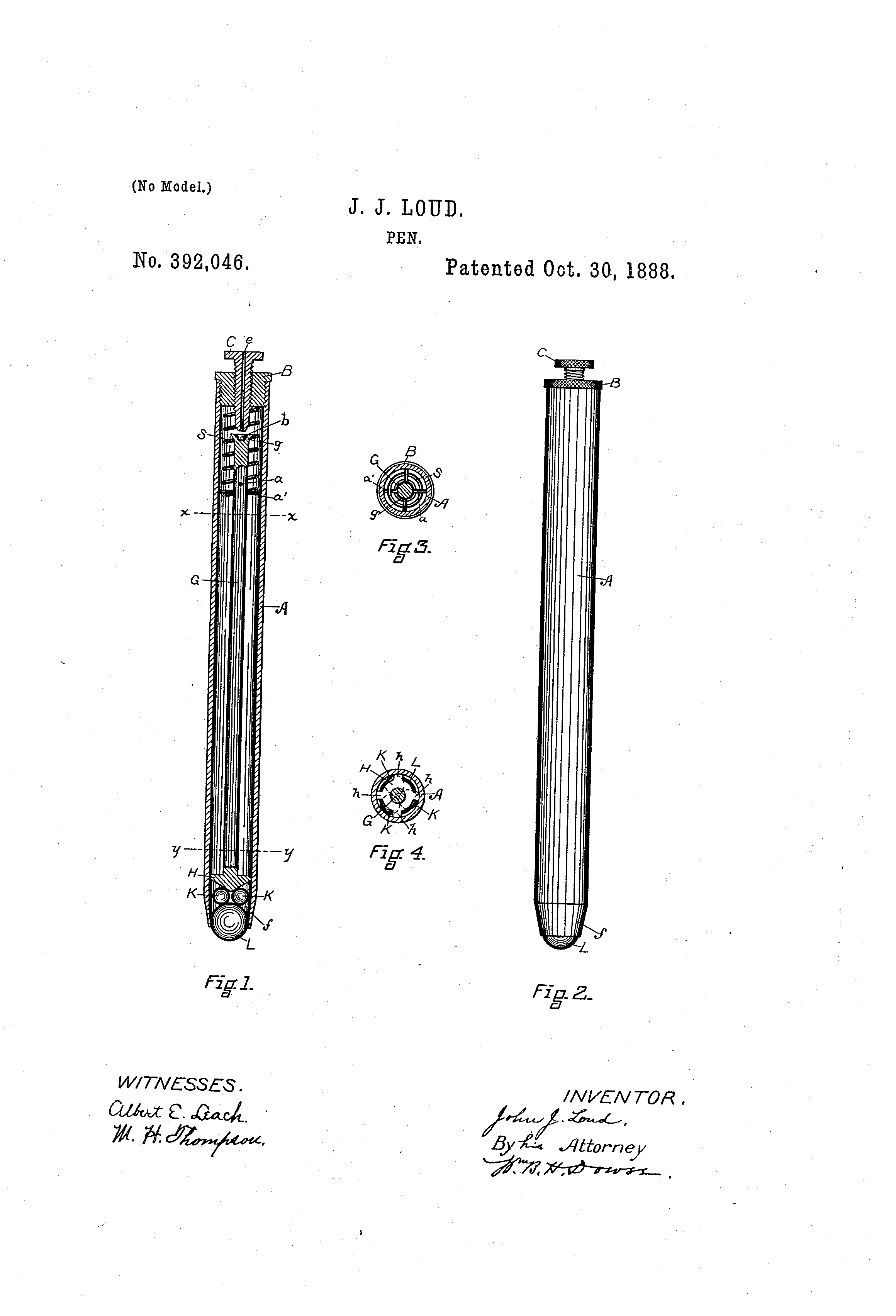
Patente de Loud del bolígrafo, 1888

Muy interesado en inventar, el 30 de octubre de 1888, Loud obtuvo la primera patente (US # 392,046) para un bolígrafo cuando intentaba hacer un instrumento de escritura que pudiera escribir en productos de cuero, ya que las plumas estilográficas comunes no pudieron. El bolígrafo de Loud tenía una pequeña bola de acero giratoria, sujeta por un enchufe. En la patente, señaló:
Mi invención consiste en un depósito o pluma estilográfica mejorada, especialmente útil, entre otros fines, para marcar superficies rugosas, como madera, papel de envolver grueso y otros artículos en los que no se puede utilizar una pluma ordinaria.
Aunque su invento podría usarse para marcar superficies rugosas como el cuero, como había planeado originalmente, resultó ser demasiado tosco para escribir cartas. Sin viabilidad comercial, su potencial quedó sin explotar y la patente finalmente caducó.
Loud también había registrado patentes para un cañón de petardos (1888) y un «cañón de juguete» (1887).

## Vida personal y muerte
Residiendo en Weymouth, Loud era miembro de la Union Congregational Church. Fue un genealogista activo y un miembro activo de la Sociedad Genealógica de Maine, la Sociedad Genealógica de New Hampshire, la Sociedad Genealógica Histórica de Nueva Inglaterra y la Sociedad Histórica de Weymouth (de la cual fue miembro fundador).  Era descendiente de Francis Loud, originalmente de Ipswich, Massachusetts, y de los pasajeros de Mayflower William Brewster y John Alden .  Loud también fue administrador de las Cajas de Ahorros de Weymouth, la Biblioteca de la Universidad de Tufts y la Academia Derby, y director de la Sociedad Religiosa de la Unión.coro en Weymouth y en Braintree.  Un destacado orador habló en muchos eventos locales, incluyendo un discurso sobre la construcción del primer buque de guerra en el astillero de Fore River en 1900. También escribió poesía y canciones en su tiempo libre.  Una de sus hermanas, Annie Frances Loud, fue una conocida compositora de "música sacra». 
Estuvo casado con Emily Keith Vickery desde el 7 de noviembre de 1872 hasta su muerte en noviembre de 1911.  La pareja tuvo ocho hijos.  Murió en su casa en Weymouth el 10 de agosto de 1916,  y fue enterrado en Village Cemetery en Weymouth. 